# Ка Бертаки (Ређо Емилија)
Ка Бертаки је насеље у Италији у округу Ређо Емилија, региону Емилија-Ромања.
Према процени из 2011. у насељу је живело 220 становника. Насеље се налази на надморској висини од 457 м.